# David Kelly (Fußballspieler, 1965)
David Thomas „Ned“ Kelly (* 25. November 1965 in Birmingham) ist ein in England geborener, ehemaliger irischer Fußballspieler. Als Stürmer ging er für mehrere Vereine auf Torejagd, darunter vor allem erfolgreich beim FC Walsall, Leicester City, Newcastle United, den Wolverhampton Wanderers und den Tranmere Rovers. Er war bei der Euro 1988 in Deutschland sowie danach bei zwei WM-Endrundenturnieren 1990 in Italien sowie 1994 in den Vereinigten Staaten jeweils Teil des irischen Kaders. Für die irische Nationalmannschaft absolvierte er zwischen 1988 und 1998 insgesamt 26 A-Länderspiele.

## Sportlicher Werdegang

### FC Walsall
Wenig vielversprechend sah eine mögliche Fußballerkarriere zunächst auf, nachdem bei David Kelly im Alter von fünf Jahren Morbus Perthes diagnostiziert worden war und sein linkes Bein zehn Zentimeter kürzer was als das rechte. Bis er das Alt von zehn Jahren erreicht hatte, musste er sich auf Krücken fortbewegen. Dennoch ging er seinem Hobby Fußball nach und spielte trotz aller Widridgkeiten für die Bartley Green Boys. Er hatte dazu Kontakt zur Jugendabteilung von West Bromwich Albion. Dort konnte er sich jedoch nicht weiter empfehlen, so dass er sich Nachwuchsabteilung des Amateurklubs FC Alvechurch anschloss. Dazu ging er einem bürgerlichen Beruf als Angestellter der Firma Cadbury nach. Im Jahr 1981 konnte er bei einem Probetraining des FC Walsall überzeugen. Kelly schloss sich dem Verein an und wurde zwei Jahre später von Trainer Alan Buckley in den Profikaders des Drittligisten aufgenommen. In seiner ersten Saison 1983/84 kam er zwar nur sechsmal in der Third Division zum Einsatz, konnte dabei aber bereits drei Tore aufweisen.
Der sportliche Durchbruch in Walsall gelang ihm in der folgenden Spielzeit 1984/85, als ihm in 41 Pflichtspielen 13 Treffer gelangen. Davon waren zwar nur sieben in der dritten Liga, aber auch die diesbezügliche Ausbeute verbesserte er stetig mit 10 Ligatoren in der Saison 1985/86. Zum Torjäger mutierte er dann in der Spielzeit 1986/87, als er unter dem neuen Trainer Tommy Coakley in 55 Pflichtspielen 26 Tore beisteuerte und dafür in die „Drittliga-Mannschaft des Jahres“ (PFA Team of the Year) gewählt wurde. Damit unterstützte er auch den Aufwärtstrend der „Saddlers“ insgesamt, der in der Saison 1987/88 in der Playoff-Qualifikation auf dem dritten Rang und nach Siegen gegen Notts County und Bristol City in den Aufstieg in die zweite Liga gipfelte. Kelly hatte dabei 30 Tore in 54 Pflichtspielen beigesteuert und sich mittlerweile sogar über die britischen Grenzen hinaus bekannt gemacht. Kelly stellte sich beim FC Bayern München für eine Woche vor, wobei ihn der dortige Manager Uli Hoeneß mit Vorschusslorbeeren versah und mit Denis Law verglich. Da in der deutschen Bundesliga nur der Einsatz von maximal zwei ausländischen Spielern erlaubt war, plante Bayern den Neuzugang nach der Verpflichtung auszuleihen, bis ein anderer ausländischer Spieler verkauft worden ist, aber den Wechsel unter dieser Prämisse lehnte Kelly ab. Stattdessen fand sich mit West Ham United ein englischer Erstligist, der im August 1988 für Kellys Dienste die Ablösesumme von 600.000 Pfund investierte.

### Von West Ham bis Tranmere
Von Beginn an stand Kellys Zeit im Londoner East End unter keinem guten Stern. Sein Debüt endete gegen den FC Southampton mit einer 0:4-Klatsche und mit sechs Ligatoren in der ersten Saison 1988/89 erfüllte nur selten die in ihn gesetzten Erwartungen, vor allem im Zusammenspiel mit dem ebenfalls hoch eingeschätzten Sturmpartner Leroy Rosenior. Zum Ende der Spielzeit stiegen die „Hammers“ als Tabellenvorletzter in die Zweitklassigkeit ab und auch unter dem neuen Trainer Lou Macari erholte sich Kelly nicht und traf nur zweimal in 24 Pflichtspielen. Noch vor Ablauf der Saison 1989/90 wechselte er im März 1990 für 300.000 Pfund zu dem von David Pleat trainierten Zweitligakonkurrenten Leicester City.
Rechtzeitig vor der bevorstehenden WM-Endrunde 1990 in Italien fand Kelly in Leicester zu alter Form zurück und schoss in zehn ausgehenden Ligapartien beachtenswerte sieben Tore. Zur neuen Saison 1990/91 bestätigte er die Ansätze als neuer Topscorer der „Foxes“ und mit 15 Toren aus 48 Pflichtspielen war er im Team von Gordon Lee maßgeblich dafür verantwortlich, dass der drohende Abstieg abgewendet werden konnte. Unter dem neuen Trainer Brian Little verbesserte sich die Formkurve von Leicester City wieder in Richtung Aufstiegsplätze, aber bereits im Dezember 1991 hatte Kelly den Klub in Richtung des Ligawettbewerbers Newcastle United verlassen.
Bei den „Magpies“ hatte sich Trainer Osvaldo Ardiles den Transfer von Kelly 250.000 Pfund kosten lassen. Schnell wurde er in Newcastle Publikumsliebling, da er mit elf Treffern maßgeblich zum Klassenerhalt beitrug und dabei den Siegtreffer im Derby gegen den AFC Sunderland besorgte. In der anschließenden Saison 1992/93 war er bester Vereinstorschütze mit 28 Toren aus 57 Pflichtpartien und führte das von Kevin Keegan trainierte Team als Zweitligameister in die Premier League. Am letzten Spieltag siegte er gegen seinen Ex-Klub Leicester City mit 7:1, wobei sowohl er als auch sein Sturmpartner Andrew Cole ein Hattrick gelang. Als vereinsinterner „Spieler des Jahres“ wurde ihm anschließend die Freigabe für einen Vereinswechsel erteilt, nachdem mit Rückkehrer Peter Beardsley vermeintlich adäquater Ersatz gefunden worden war. Kelly blieb auch in der späteren Zeit in Newcastle stets geschätzt und erhielt sogar Standing Ovations, als er beim verhassten Rivalen AFC Sunderland gegen Newcastle auflief.
Etwas überraschend war Kellys Wechsel zu den Wolverhampton Wanderers, durch den er weiterhin nur zweitklassig unterwegs blieb und auch die von Trainer Graham Turner gezahlte Transferentschädigung von 750.000 Pfund bewegte sich im bezahlbaren Rahmen. Kelly führte sich in der Saison 1993/94 mit 14 Toren aus 44 Pflichtspielen zunächst moderat ein. Vom achten Rang in der Abschlusstabelle ging es im Jahr darauf unter dem neuen Trainer Graham Taylor in die Playoff-Ränge und mit den 22 Toren aus 54 Spielen beendete er die Serie des „Vereinshelden“ Steve Bull, der acht Jahre in Serie Toptorjäger der „Wolves“ gewesen war. Dennoch verlor er zu Beginn der Saison 1995/96 seinen Stammplatz an Don Goodman und erbat deswegen die Freigabe für einen Vereinswechsel. Bereits im September 1995 heuerte er für 900.000 Pfund beim Zweitliga-Aufstiegsapiranten AFC Sunderland an. Dort konnte er zwar unter Trainer Peter Reid den Gewinn der Meisterschaft und damit den Aufstieg in die Premier League feiern, aber eine Knöchelverletzung verhinderte eine größere Torausbeute als die zwei Treffer aus zehn Spielen, die ihm letztlich vergönnt waren. Er blieb in der Premier-League-Saison 1996/97 weiter Teil des Kaders, konnte dabei jedoch überhaupt kein Ligator erzielen, was primär daran lag, dass er im rechten Mittelfeld statt im Sturm eingesetzt wurde. Zu allem Überfluss stieg Sunderland in diesem Jahr direkt wieder ab.
Für 350.000 Pfund ging es für Kelly innerhalb der zweithöchsten Spielklasse im August 1997 zu den Tranmere Rovers, die von seinem ehemaligen irischen Sturmpartner John Aldridge trainiert wurden. Gemeinsam gelang Tranmere in den drei Jahren bis Mitte 2000 ein jeweils komfortabler Mittelfeldplatz und Kelly übernahm unmittelbar nach seiner Ankunft das Amt des Kapitäns. Besonderes Highlight war der Einzug 2000 ins Endspiel des Ligapokals, in dem Kelly zwar ein Tor schoss, das aber bei der 1:2-Niederlage gegen Leicester City nicht genügte. Nachdem der Vertrag ausgelaufen war und keine Übereinkunft über einen neuen Einjahreskontrakt erzielt werden konnte, wurde Kelly im Juli 2000 freigestellt.

### Karriereausklang
Vor der neuen Saison 2000/01 heuerte Kelly ablösefrei beim Zweitliga-Konkurrenten Sheffield United an. Seine einzige Spielzeit unter Trainer Neil Warnock verlief unglücklich und er traf lediglich sechsmal in 35 Ligapartien. Im Juni 2001 lehnte er ein Angebot zur Mitarbeit im Trainerstab ab und unterschrieb stattdessen einen Zweijahresvertrag beim schottischen Erstligisten FC Motherwell. Das Engagement endete jedoch vorzeitig im Januar 2002 nach einem Krach mit Motherwells Trainer Eric Black. Zwei Wochen später einigte er sich mit dem englischen Viertligisten Mansfield Town über einen Vertrag mit dreimonatiger Laufzeit. Hier steuerte er noch einmal vier Tore in 17 Spielen dazu bei und war daran beteiligt, dass das Team von Stuart Watkiss im Aufstiegsrennen erfolgreich war und in die Drittklassigkeit aufstieg, bevor er Mansfield schon wieder verließ. Letzte aktive Station war ab Juli 2002 der nordirische Klub Derry City. In dem letzten Pflichtspiel seiner aktiven Karriere gewann Kelly im selben Jahr mit Derry nach einem 1:0-Finalsieg gegen die Shamrock Rovers den FAI Cup.

### Wechsel ins Trainerfach
Nach dem Ende der aktiven Laufbahn wurde Kelly im Oktober 2002 Kotrainer von Ray Mathias bei den Tranmere Rovers. Bereits im Juli 2003 zog es ihn weiter zu Sheffield United, wo er als Assistent von Neil Warnock zu arbeiten begann. Der Ex-Klub aus Tranmere reagierte verärgert und drohte rechtliche Schritte an, da Sheffield zwar eine formale Wechselanfrage in Richtung der Tranmere Rovers gestellt hatte, die diese jedoch ablehnten. Kelly reagierte anschließend mit seinem Rücktritt, um sich auf diese Weise anschließend Warnock anschließen zu können. Nächste Station war ab September 2004 das von Billy Davies trainierte Preston North End in September 2004. Das Engagement dauerte bis zur Entlassung von Davies im Juni 2006, nachdem Paul Simpson die Nachfolge angetreten hatte. Im Juli 2007 nahm er erneut eine Assistentenstelle für Davies an und war im Trainerstab von Derby County, das kurz zuvor in die Premier League aufgestiegen war. Nur vier Monate später verließ er den Klub nach einem desaströsen Start in die Saison 2007/08.
Kelly folgte Davies im Januar 2009 ein weiteres Mal, nunmehr zu Nottingham Forest und vertrat diesen sogar im Oktober 2010 krankheitsbedingt. Das Ende in Nottingham kam im Juni 2011 in Form der Entlassung des fünfköpfigen Trainerstabs. Er kehrte später im Januar 2013 zu seinem Ex-Klub FC Walsall in der Kotrainer-Funktion von Dean Smith zurück. Nur neun Tage später endete das Intermezzo bereits wieder und er schloss sich nochmals Nottingham Forest an, nachdem Davies dort erneut angestellt worden war. Das Engagement endete unrühmlich im März 2014 mit der erneuten Entlassung und aufgrund von Streitigkeiten bezüglich ausstehender Bonuszahlungen und eines Vertragsbruchs kam es zu einem Rechtsstreit mit dem Verein. Im Oktober 2014 nahm Mark Robin Kelly in sein Team auf, nachdem er das Cheftraineramt bei Scunthorpe United angenommen hatte. Das Paar Robin-Kelly wurde im Januar 2016 gemeinsam entlassen. Nächste Station war im Dezember 2016 Port Vale, wo Kelly primär den Trainer Michael Brown unterstützen sollte. Nach einer Serie von sieben Spielen ohne Sieg wurde Brown entlassen und Kelly wurde gemeinsam mit Chris Morgan interimsmäßig die Cheftrainer-Rolle übertragen. Unter dem Duo bestritt Port Vale vier Spiele und die beiden verließen den Klub, nachdem Anfang Oktober 2017 mit Neil Aspin ein dauerhafter Nachfolger gefunden werden konnte. Im Juni 2019 schloss sich Kelly dem Trainerstab von Northampton Town als „Development Coach“ an. Gut vierhalb Jahre später wechselte er als Kotrainer von Troy Deeney im Dezember 2023 zu den Forest Green Rovers.

### Irische Nationalmannschaft
Kelly wurde zwar in England geboren, aber aufgrund des Geburtsorts Dublin des Vaters war er dazu spielberechtigt für Irland. Er führte sich beim Debüt am 10. November 1987 mit einem Hattrick gegen Israel (5:0) ein und war erst der fünfte Spieler, dem das für die irische A-Nationalmannschaft gelang. Er absolvierte im Laufe seiner Karriere 26 A-Länderspiele und schoss insgesamt neun Tore. Dazu wurde er vom irischen Nationaltrainer Jack Charlton gleich für drei Endrundenturniere in den jeweiligen Kader nominiert: die Euro 1988 in Deutschland, die WM-Endrunde 1990 in Italien und die WM-Endrunde 1994 in den Vereinigten Staaten. Dort war er jedoch stets nur Ergänzungsspieler und kam 28. Juni 1994 per Einwechslung für John Aldridge in der 64. Minute gegen Norwegen (0:0) zu seinem einzigen Einsatz „auf der großen Bühne“. Nach seinem letzten Spiel am 15. November 1997 gegen Belgien in der Playoff-Rückrunde, das mit 1:2 endete und die erneute WM-Qualifikation somit misslang, endete Kellys Länderspielkarriere.

## Titel/Auszeichnungen
- FAI Cup (1): 2002
- PFA Team of the Year (1): Saison 1986/87 (3. Liga)